# Biblioteca fantasma
Las bibliotecas fantasma (del inglés shadow libraries, traducido literalmente como 'bibliotecas en la sombra') son bases de datos en línea con contenidos disponibles sin restricciones que por lo general están ocultos o son de difícil acceso. Tales contenidos pueden ser inaccesibles por diversas razones, como son el uso de muros de pago, de gestores de derechos digitales o de otras barreras a la accesibilidad puestas por sus propietarios originales. Las bibliotecas fantasma normalmente contienen información textual como libros electrónicos aunque también pueden incluir otros medios de comunicación digitales, como software, música o películas. Las bibliotecas fantasma son un ejemplo ubicuo de infracción de derechos de autor a gran escala.
Ejemplos de bibliotecas fantasma incluyen Anna's Archive, Library Genesis, Z-Library y Sci-Hub, las cuales son las bibliotecas fantasma con textos académicos y literarios más populares. Otros ejemplos son Scorser, una biblioteca de partituras musicales, Memory of the World, una red de bibliotecas fantasma mantenidas de manera independiente, y La Pirateca, una biblioteca con textos en español.

## Motivaciones

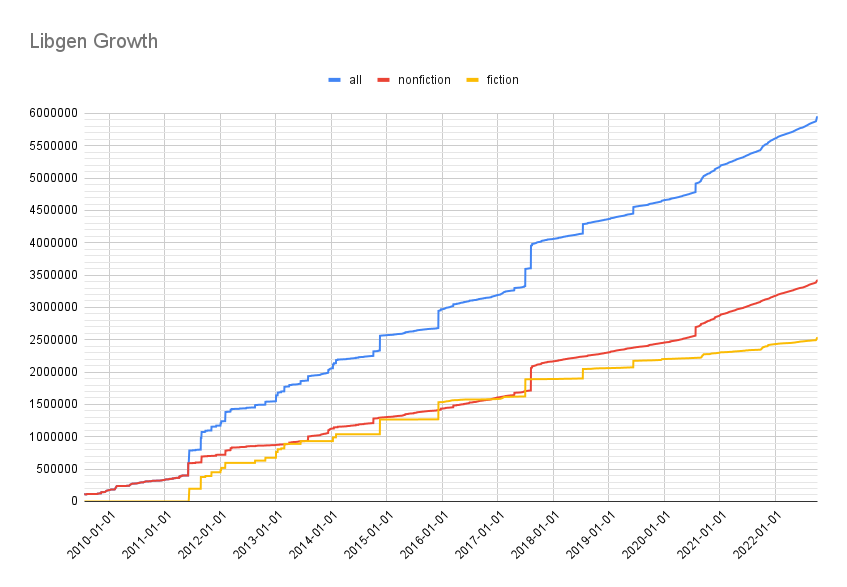
Crecimiento de uso de Library Genesis.

Una de las principales motivaciones detrás de las bibliotecas fantasma es la de facilitar la diseminación de contenido académico, sobre todo de artículos científicos y de libros. El acceso a la literatura académica se ha encarecido de manera dramática en los últimos años, especialmente los costos de libros y de artículos. El término crisis de las publicaciones seriadas ha surgido para describir esta tendencia reciente en el aumento de los costos.
Este encarecimiento de los costos y, con ello, el aumento en la inaccesibilidad de la literatura académica también ha dado lugar a un movimiento político internacional a favor de la liberación o de la disminución de los costos del conocimiento académico, conocido como el movimiento del acceso abierto. Este movimiento busca el establecimiento de revistas de acceso abierto o de repositorios con acceso gratuito a revistas publicadas en otros lugares. Sin embargo, muchas de estas revistas solicitan el pago de una cuota para la publicación de artículos, lo que disuade a las personas académicas de publicar con acceso abierto.
Otra motivación para la creación de bibliotecas fantasma es el respaldo tácito de semejantes esfuerzos por parte de varias personas en la academia. Rara vez las editoriales dan una compensación económica a las personas académicas, sin importar que su trabajo sea publicado en revistas de acceso abierto o en revistas con un modelo de publicación comercial. Por este motivo, no hay mucho incentivo en desconocer o rechazar el esfuerzo de las bibliotecas fantasma. Además, estas bibliotecas incrementan en gran medida el factor de impacto de los textos que hacen disponibles: según un estudio de la Universidad Cornell, los artículos en Sci-Hub se citan 1.72 veces más en revistas de calidad similar en comparación a los artículos que no están disponibles ahí.

## Estado legal
Casi todo el contenido hospedado por las bibliotecas fantasma está disponible sin el consentimiento de los propietarios originales del material. Esto hace que la mayoría de las bibliotecas fantasma sean ilegales; no obstante, como los investigadores no están obligados a revelar sus medios de acceso, no es posible el monitoreo del uso ilegal de los artículos académicos.
El estado legal sobre el enlazamiento a las bibliotecas fantasma es indeterminado. En la actualidad no hay consenso entre las autoridades legales en Estados Unidos o en Europa sobre si la publicidad de bibliotecas fantasma es una ofensa criminal. Hasta el momento no hay casos resueltos que determinen si las personas académicas tienen permitido proveer enlaces a bibliotecas fantasma, aunque las amenazas de acciones legales por parte de editoriales académicas sobre este asunto se han presentado en incidentes aislados.
Aunque la mayoría de las personas académicas no han sido penalizadas por distribuir su trabajo de manera independiente y gratuita (obviándose la necesidad de las bibliotecas fantasma), existen reportes de amenazas de acciones legales por parte de editoriales académicas.